# Яна (нос)
Вижте пояснителната страница за други значения на Яна.
Яна (на английски: Yana Point) е морски нос от западната страна на входа в залива Бруикс в източната част на остров Ливингстън. Разположен на 1,93 km западно от нос Рила, 3,7 km на север-североизток от връх Хелмет и 9,0 km южно от хълм Единбург.
Наименуван е на селището Яна в Западна България. Името е официално дадено на 23 ноември 2009 г.
Българско топографско проучване: Тангра 2004/05. Българско картографиране от 2009 г. и от 2010 г.

## Карти
- L.L. Ivanov et al, Antarctica: Livingston Island, South Shetland Islands (from English Strait to Morton Strait, with illustrations and ice-cover distribution), 1:100000 scale topographic map, Antarctic Place-names Commission of Bulgaria, Sofia, 2005
- Л. Иванов. Антарктика: Остров Ливингстън и острови Гринуич, Робърт, Сноу и Смит. Топографска карта в мащаб 1:120000. Троян: Фондация Манфред Вьорнер, 2009. ISBN 978-954-92032-4-0
- Л. Иванов. Карта на остров Ливингстън. В: Иванов, Л. и Н. Иванова. Антарктика: Природа, история, усвояване, географски имена и българско участие. София: Фондация Манфред Вьорнер, 2014. с. 18 – 19. ISBN 978-619-90008-1-6